# Marcher à Kerguelen
Marcher à Kerguelen est un récit de voyage publié par François Garde le 8 février 2018 aux éditions Gallimard. Il prend la forme d'un journal de voyage tenu par son auteur durant les vingt-cinq jours de sa traversée des îles Kerguelen en 2015.

## Historique du récit
Ce récit de marche est le fruit d'un retour de l'auteur – ancien administrateur des Terres australes et antarctiques françaises de 2000 à 2004 – aux îles Kerguelen, un archipel qui avait déjà été présent dans la genèse du roman Ce qu'il advint du sauvage blanc (2012). Les Kerguelen ne cessent d'habiter l'imaginaire de François Garde, qui éprouve le besoin d'y faire une dernière expédition vers 2010. La mise en place de celle-ci et des conditions logistiques, ainsi que la constitution de l'équipe, prendront environ cinq ans avant que le groupe de quatre personnes ne s'élancent à partir du Marion Dufresne dans la seconde traversée historique nord-sud de l'archipel durant l'été austral 2015. L'auteur tient le compte-rendu quotidien de la journée de marche dans un petit carnet noir qui deviendra le support du récit publié en 2018 dans lequel il explique le titre de son livre par cette réflexion : 

« Marcher à Kerguelen, c'est ruser en permanence avec le terrain. »

— François Garde
Le livre reçoit le prix Thomas-Allix de la Société des explorateurs français en 2019.

## Résumé
François Garde et trois amis – Michael Charavin (guide en régions polaires), Bertrand Lesort (ancien officier de marine et photographe) et Frédéric Champly (médecin) – entreprennent la traversée nord-sud des îles Kerguelen en partant du cap d'Estaing et de la baie de l'Oiseau le 23 novembre 2015 pour arriver à la plage de la Possession à la pointe méridionnale de la péninsule Rallier du Baty le 9 décembre puis repartent à l'est vers le golfe du Morbihan où ils concluent leur périple le 17 décembre 2015 à la cabane d'Armor.
Le récit de cette expédition de vingt-cinq jours de marche en autonomie épouse le relief et les toponymes de Kerguelen, passant par la traversée intégrale de la péninsule Loranchet, où le difficile couloir Mangin a été la plus rude épreuve pour atteindre la cabane Ring ; contournant au plus près par l'est le glacier Cook, au pied du mont Pâris, vers le val Travers et ses sources chaudes ; pénétrant la péninsule Rallier du Baty en contournant par le sud le glacier Ampère en direction de la cabane de La Mortadelle sur la rive occidentale du lac Ampère ; franchissant les nombreuses rivières et zones de souilles pour longer le nord de la baie de la Table, descendre à la plage de la Possession, et remonter vers la baie de la Mouche et sa cabane ; entrant dans la péninsule Gallieni vers la cabane Larose puis en direction du Doigt de Sainte-Anne et du mont Ross pour « saluer respectueusement » le sommet de l'archipel sur ses contreforts nord en passant un col à 1 050 m (qui constituera le point culminant de l'expédition) ; franchissant la plaine de la Clarée pour rejoindre le golfe du Morbihan à la cabane d'Armor où le groupe, au terme du périple, embarque pour Port-aux-Français.

## Accueil de la critique
Le récit, puis le livre illustré des photographies prises durant le périple, sont bien accueillis par la critique,,, qui y voit « un voyage intérieur dans un décor magistral, à lire pour découvrir ou redécouvrir Kerguelen ». Pour Libération, c'est un récit de marche qui « a de quoi charmer » sans « essa[yer] de leurrer [le lecteur] en vantant un paradis terrestre » en prenant la « forme d'un journal dans lequel François Garde tient le greffe de ses découvertes » avec ses « observations éclectiques et fraîches ». Le Monde voit dans cette « épreuve initiatique auto-imposée » un récit qu'il qualifie de « vivifiant ».

## Éditions
- Coll. « Blanche », Éditions Gallimard, 2018  (ISBN 9782070148851), 240 p.[13]
- Michael Charavin et Bertrand Lesort (photographies), « coll. Albums Beaux Livres », éditions Gallimard, 2020  (ISBN 9782072889097), 288 p.
- Coll. « Folio » no 6786, série « Voyage » no 44, éditions Gallimard, 2021  (ISBN 9782072874918), 288 p.